# Europese kampioenschappen kunstschaatsen 1929
De Europese Kampioenschappen kunstschaatsen 1929 was de 28 editie van het jaarlijks terugkerend evenement dat wordt georganiseerd door de Internationale Schaatsunie. Het werd gehouden in Davos, Zwitserland. Het was de zevende keer dat het kampioenschap in Davos plaatsvond, eerder werden de kampioenschappen van 1899, 1904, 1906, 1922, 1924 en 1926 er gehouden.

## Historie
De Duitse en Oostenrijkse schaatsbond, verenigd in de "Deutscher und Österreichischer Eislaufverband", organiseerden zowel het eerste EK Schaatsen voor mannen als het eerste EK Kunstschaatsen voor mannen in 1891 in Hamburg, in toen nog het Duitse Keizerrijk, nog voor het ISU in 1892 werd opgericht. De internationale schaatsbond nam in 1892 de organisatie van het EK kunstschaatsen over. In 1895 werd besloten voortaan het WK kunstschaatsen te organiseren en kwam het EK te vervallen. In 1898, na twee jaar onderbreking, vond toch weer een herstart plaats van het EK kunstschaatsen.
De vrouwen en paren zouden vanaf 1930 jaarlijks om de Europese titel strijden. De ijsdansers streden vanaf 1954 om de Europese titel in het kunstschaatsen.

## Deelname
Er namen tien mannen uit vier landen deel aan dit kampioenschap.
Voor Georg Gautschi en Ludwig Wrede was het hun vijfde deelname. Paul Franke nam voor de vierde keer deel en voor Karl Schäfer was het zijn derde deelname. Voor Rudolf Praznowski was het zijn tweede deelname. Vijf mannen maakten hun debuut op het EK.
| Duitsland (5) Oostenrijk (3) Tsjecho-Slowakije (1) Zwitserland (1) |

## Medailleverdeling
Karl Schäfer veroverde de Europese titel, hij was de twaalfde man die Europees kampioen werd en de zevende Oostenrijker in navolging van Eduard Engelmann, Gustav Hügel, Max Bohatsch, Ernst Herz, Fritz Kachler en Willy Böckl. Voor Georg Gautschi op plaats twee was het zijn tweede medaille, in 1926 werd hij derde. Ludwig Wrede op plaats drie veroverde zijn tweede medaille op het EK Kunstschaatsen, hij werd tweede in 1924.
| Discipline | Goud         | Zilver         | Brons        |
| ---------- | ------------ | -------------- | ------------ |
| Mannen     | Karl Schäfer | Georg Gautschi | Ludwig Wrede |

## Uitslagen

### Mannen
| Goud   | Karl Schäfer (3)      | Vlag van Oostenrijk  |  |
| Zilver | Georg Gautschi (5)    | Vlag van Zwitserland |  |
| Brons  | Ludwig Wrede (5)      | Vlag van Oostenrijk  |  |
| 4      | Herbert Haertel       | Vlag van Duitsland   |  |
| 5      | Josef Bernhauser      | Vlag van Oostenrijk  |  |
| 6      | Paul Franke (4)       | Vlag van Duitsland   |  |
| 7      | Ernst Baier           | Vlag van Duitsland   |  |
| 8      | Rudolf Praznowski (2) | Vlag van Tsjechië    |  |
| 9      | H. Danzig             | Vlag van Duitsland   |  |
| 10     | Benno Wellmann        | Vlag van Duitsland   |  |

Medaillewinnaars

Mannen · 
Vrouwen ·
Paren · 
IJsdansen

Toernooi

1891 · 
1892 · 
1893 · 
1894 · 
1895 · 
1896-1897 · 
1898 · 
1899 · 
1900 · 
1901 · 
1902-1903 · 
1904 · 
1905 · 
1906 · 
1907 · 
1908 · 
1909 · 
1910 · 
1911 · 
1912 · 
1913 · 
1914 · 
1915-1921 · 
1922 · 
1923 · 
1924 · 
1925 · 
1926 · 
1927 · 
1928 · 
1929 · 
1930 · 
1931 · 
1932 · 
1933 · 
1934 · 
1935 · 
1936 · 
1937 · 
1938 · 
1939 ·
1940-1946 · 
1947 · 
1948 · 
1949 · 
1950 · 
1951 · 
1952 · 
1953 · 
1954 · 
1955 · 
1956 · 
1957 · 
1958 · 
1959 · 
1960 · 
1961 · 
1962 · 
1963 · 
1964 · 
1965 · 
1966 · 
1967 · 
1968 · 
1969 · 
1970 · 
1971 · 
1972 · 
1973 · 
1974 · 
1975 · 
1976 · 
1977 · 
1978 · 
1979 · 
1980 · 
1981 · 
1982 · 
1983 · 
1984 · 
1985 · 
1986 · 
1987 · 
1988 · 
1989 · 
1990 · 
1991 · 
1992 · 
1993 · 
1994 · 
1995 ·
1996 · 
1997 · 
1998 · 
1999 · 
2000 · 
2001 · 
2002 · 
2003 · 
2004 · 
2005 · 
2006 ·
2007 ·
2008 ·
2009 ·
2010 ·
2011 ·
2012 ·
2013 ·
2014 ·
2015 ·
2016 ·
2017 ·
2018 ·
2019 ·
2020 ·
2021 · 
2022 · 
2023 · 
2024 · 
2025

WK kunstschaatsen ·
WK kunstschaatsen junioren ·
Viercontinentenkampioenschap ·
Olympische Spelen